# Cal Poly Humboldt Lumberjacks
Cal Poly Humboldt Lumberjacks, conocidos antes del 26 de enero de 2022 como los Humboldt State Lumberjacks (español: los Leñadores de la Estatal Politécnica de California, Humboldt), es el nombre de los equipos deportivos de la Universidad Estatal Politécnica de California, Humboldt, situada en Arcata, California. Los equipos de los Lumberjacks participan en las competiciones universitarias organizadas por la NCAA, y forman parte desde 2006 de la CCAA, a excepción del equipo de lucha masculina, que compite en la Mountain Pacific Sports Federation; el equipo de remo femenino, que compite en la Great Northwest Athletic Conference; y el equipo femenino de triatlón, que compite de forma independiente.
La universidad cambió su nombre a California State University, Humboldt el 26 de enero de 2022. En ese momento, el programa atlético cambió su marca de "Humboldt State" a "Cal Poly Humboldt", sin cambiar el apodo de Lumberjacks.

## Programa deportivo
Los Lumberjacks compiten en 5 deportes masculinos y en otros 8 femeninos:
| - Masculino - Atletismo al aire libre - Baloncesto - Cross - Fútbol - Lucha | - Femenino - Atletismo al aire libre - Baloncesto - Cross - Fútbol - Remo - Sóftbol - Triatlón - Voleibol |

## Instalaciones deportivas
- Lumberjack Arena es el pabellón donde disputan sus competiciones los equipos de baloncesto y voleibol. Tiene una capacidad para 1.850 espectadores y fue inaugurado en 2008.[3]

- Redwood Bowl es el estadio donde disputan sus encuentros el equipo de fútbol americano. Tiene una capacidad para 7.500 espectadores,[4] siendo inaugurado en 1946.[5]